# Iglesia de Notre Dame (Versalles)
La iglesia Notre-Dame de Versailles es una iglesia parroquial situada en la calle de la Paroisse, en el barrio de Notre-Dame, en Versalles (Yvelines). Es en particular la parroquia del Palacio de Versalles. 

## Historia
Cuando la corte francesa se instaló de forma permanente en Versalles a partir de 1682, el antiguo pequeño pueblo se convirtió en una ciudad cuya población aumentó considerablemente, sobre todo la zona situada al norte de la Avenue de París, que se convierte en el distrito de Notre-Dame. La construcción de una nueva iglesia, deseada por el rey Luis XIV, fue confiada, a las cuentas de los Bâtiments du Roi, al arquitecto Jules Hardouin-Mansart. La primera piedra fue colocada el 10 de marzo de 1684 por el propio rey. Mansart eligió para la nueva iglesia el diseño tradicional compuesto por tres naves, capillas laterales, crucero, transepto, girola y capillas radiales.
La iglesia fue consagrada el 30 de octobre de 1686 a “Nuestra Señora en su Asunción". El clero, perteneciente a la capilla del Palacio Real, estuvo formado por doce vicencianos, también llamados Congregación de la Misión, religiosos de una orden fundada por San Vicente de Paúl en 1625. La iglesia de Notre-Dame se encuentra en la prolongación de la perspectiva de la Place Dauphine, actualmente Place Hoche. El territorio de la parroquia de Notre-Dame incluía, y aún incluye, al Palacio de Versalles con su capilla real, por lo que la iglesia gestionaba en los registros parroquiales todos los certificados de bautismo, matrimonio y defunción de la familia real de Francia en Versalles, en particular los bautismos de siete reyes de Francia, Luis XV de Francia, Luis XVI de Francia, Luis XVII de Francia, Luis XVIII de Francia Carlos X de Francia Luis Felipe I de Francia Luis Antonio de Francia Felipe V de España Luis XVI de Francia María Antonieta de Austria Luis XVIII de Francia María Josefina de Saboya Carlos X de Francia María Teresa de Saboya, y las tumbas de Luis XIV de Francia y Luis XV de Francia.
El 4 de mayo de 1789, la procesión inaugural de los Estados Generales partió de la iglesia de Notre-Dame. Durante la Revolución francesa, la iglesia fue saqueada y vaciada casi por completo de su mobiliario y decoración. En 1793, cuando se inició la política de descristianización oficial, se transformó en templo de la razón y luego en lugar de culto decadario. Al final del período revolucionario, fue su vecina, la Iglesia de San Luis, la que fue elegida como catedral de la nueva diócesis de Versalles. El 15 de septiembre de 1802, el sacerdote Jacques Grandpré restableció la cruz sobre la cúpula de la iglesia. En enero de 1805, el pueblo de Versalles recibió al Papa Pío VII. 
Durante el siglo XIX, la iglesia fue remodelada y restaurada gradualmente. Así, en 1818, se instaló allí el cenotafio del Conde de Vergennes, ministro de Asuntos Exteriores de Luis XVI, que firmó el Tratado de Versalles dando la independencia a los Estados Unidos en 1783. De 1858 a 1873, el arquitecto Le Poittevin, autor también de los mercados de Notre-Dame, construyó una nueva capilla axial dedicada al Sagrado Corazón de Jesús (Sacré-Cœur). El coro también fue completamente remodelado. Esta capilla axial de planta circular retoma el tema de las capillas marianas del período clásico, la más famosa de las cuales es la de la Iglesia de San Roque de París, construida en 1709 también por Jules Hardouin-Mansart.
La iglesia de Notre-Dame fue clasificada como monumento histórico el 4 de agosto de 2005.
En 2021, se encontró un reloj de hierro fundido en piezas de repuesto en un garaje en ruinas en la Avenue de Paris que perteneció a la iglesia de Notre-Dame y data de 1763. Probablemente fue retirado a finales del siglo e porque ya no funcionaba, desmantelado y abandonado para luego olvidarse. Se trataba de una orden real ( Luis XV en este caso), como lo demuestra la flor de lis presente junto a la mención : « Inventado y ejecutado por Nicolas Collette, nativo de Colonia, relojero en Versalles 1763. » . La aguja mide 1,50 metros de largo, lo que llevó al relojero Bernard Draux, descubridor del objeto, a estimar que la esfera medía 3 metros de largo. Después de examinar las piezas, el municipio reparar el reloj y seleccionar un lugar para exhibirlo.  

## Obras conservadas en la iglesia

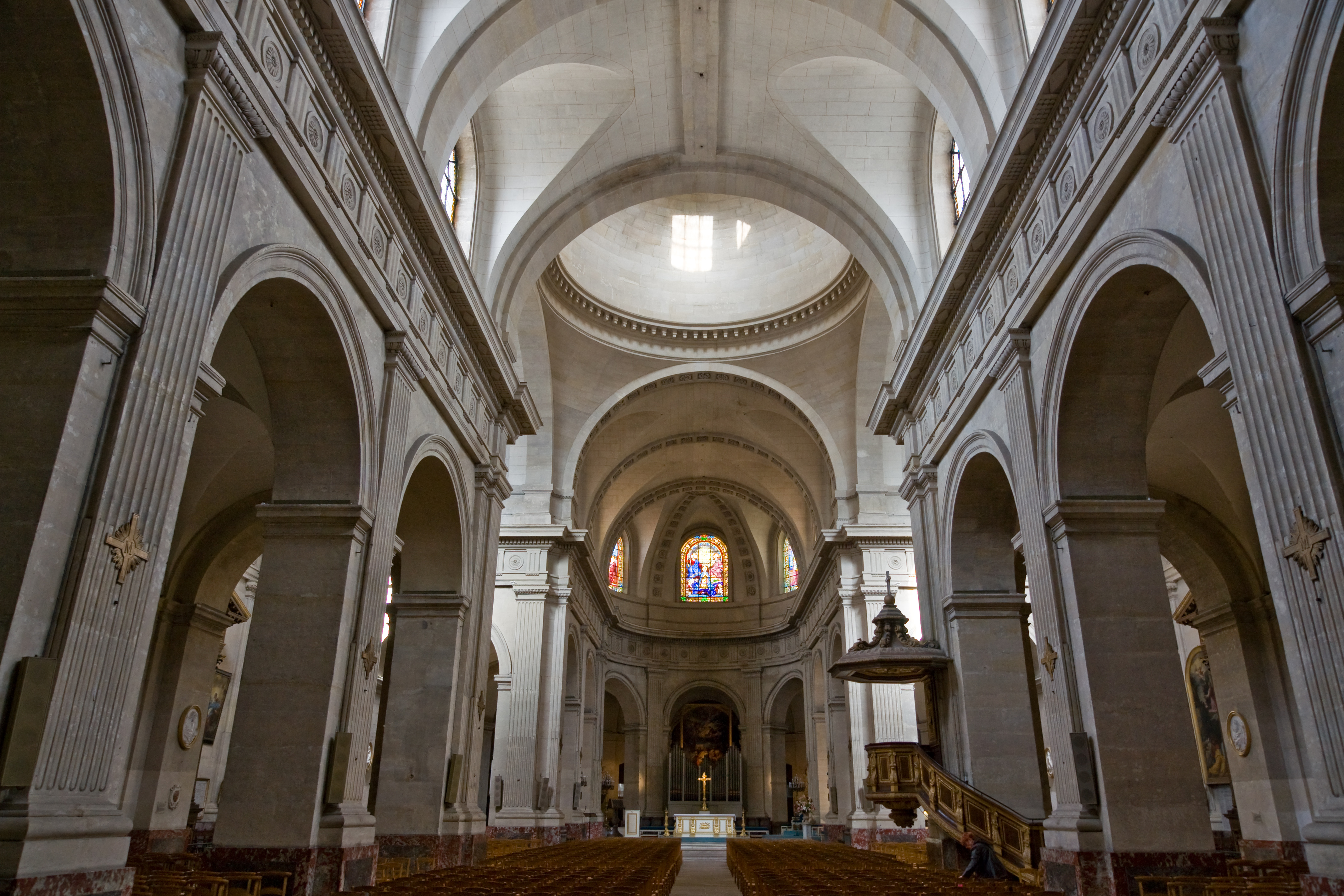
Interior de la iglesia.

La iglesia de Notre-Dame conserva un Cristo sobre una cruz de mármol del año 1690 realizada por el escultor Laurent Magnier. Este Cristo estuvo antiguamente situado en el altar mayor de la iglesia prioral de Val-Saint-Éloi, en Longjumeau, hoy desaparecida. Posteriormente se añadieron las estatuas de la Virgen y San Juan, también de mármol, que rodean a este Cristo. Las estatuas originales que se encontraban en Saint-Éloi se conservan en la iglesia de Saint-Étienne en Chilly-Mazarin.  El monumento funerario Charles Gravier de Vergennes se encuentra en una capilla lateral.